# Струков, Виллорий Иванович
Виллорий Иванович Струков (родился 27 февраля 1937 года) — советский и российский врач, д. м. н., профессор, ученый, основатель Центра остеопороза в Поволжье.

## Биография
Виллорий Иванович Струков родился 27 февраля 1937 г. в Казахстане, с. Пресновка Жамбылского района.
В 1962 году окончил Омский государственный медицинский институт (сейчас университет). Несколько лет работал участковым педиатром на севере Казахстана, в г. Петропавловске. Позже возглавил стационарное отделение Первой городской детской больницы в этом городе.
В 1966 году Виллорий Иванович поступил в аспирантуру Алматинского государственного медицинского института (сейчас — Казахский национальный медицинский университет имени С. Д. Асфендиярова).
В 1969 году защитил диссертацию на соискание ученой степени кандидата медицинских наук «Лимонная и пировиноградная кислоты в патогенезе рахита» и положение о преимуществе солей цитратов кальция перед карбонатами в лечении рахита.
С 1969 по 1978 год работал ассистентом, а затем доцентом кафедры госпитальной педиатрии в Алматинском государственном медицинском институте.
В 1978 году на конкурсной основе избран на должность заведующего кафедрой педиатрии и неонатологии ГОУ ДПО «Пензенский институт усовершенствования врачей» (филиал ФГБОУ ДПО Российская медицинская академия непрерывного профессионального образования Минздрава РФ), где организовал серьёзную научно-исследовательскую работу по изучению состояния костно-минерального обмена у детей при различных соматических заболеваниях и разработке лечебно-профилактических мероприятий. совместно с коллегами из областной детской больницы имени Н. Ф. Филатова в г. Пензе. Занимает эту должность по сей день.
В 1979 году защитил диссертацию на соискание ученой степени доктора медицинских наук «Побочные и токсические реакции на витамин D» в Диссертационном совете НИИ педиатрии РАМН СССР г. Москвы (сейчас — Национальный медицинский исследовательский центр здоровья детей РАМН).
С 1980 года — доктор медицинских наук, член Российской ассоциации педиатров.
С 1981 года — профессор по кафедре педиатрии.
В 1993 году Виллорий Иванович Струков организовал на базе Пензенского института усовершенствования врачей Поволжский центр остеопороза в Пензе и возглавил его, оказал содействие в открытии подобных центров в Самаре и Перми.
В 1999 году стал соорганизатором Международной школы по неонатологии — совместно с профессором Тунелом Рагнером из Швеции и профессором А. Н. Левиным из Эстонии.
С 2003 по 2017 год — руководил кафедрой педиатрии в составе Медицинского института (при ФГБОУ ВО «Пензенский государственный университет»).

## Научная деятельность
Струков В. И. — д. м. н., профессор педиатрии, исследователь механизмов нарушения кальциево-фосфорного обмена, причин снижения минеральной плотности костной ткани, а также избыточной минерализации организма у пациентов разных возрастных категорий, связи гипо- и гипервитаминоза витамина D с костно-суставными заболеваниями.
Основные научные результаты В. И. Струкова
Впервые предложил определять тяжесть костно-суставных заболеваний не по минеральной плотности костных тканей, а по морфологическим характеристикам, учитывая архитектонику костной ткани, в частности — по наличию полостей в трабекулярных отделах. Сравнил скорость увеличения минеральной плотности трабекулярных отделов костей при приеме разных остеопротекторов.
Установил одну из причин развития старческого артроза и артрита — превалирование функции остеокластов над функцией остеобластов. Для улучшения метаболизма костной ткани успешно исследовал применение соединения трутневого гомогената с кальцием вместо распространенных нестероидных противовоспалительных средств.
Обосновал и доказал возможность повышения андрогенов у женщин энтомологическими протеинами, впервые применив для этого гонадотропные свойства энтомологических гормонов трутневого расплода, описанные в ряде исследований, в том числе российских ученых.
Все три изобретения вошли в реестр перспективных изобретений ФГБУ ФИПС.

## Научно-организационная деятельность
Организовал 15 научно-практических конференций с участием специалистов из разных стран мира и выступил редактором 15 сборников «Новые медицинские технологии в охране здоровья здоровых, в диагностике, лечении и реабилитации больных» с трудами российских и зарубежных ученых.
Автор более 100 разработок в области практического здравоохранения и свыше 25 инновационных предложений.
Со специалистами ГБУЗ «Пензенская областная клиническая больница имени Н. Ф. Филатова» и Министерством здравоохранения Пензенской области и специалистами ГБУЗ Пензенская областная клиническая больница имени Н. Ф. Филатова разработал и внедрил в практику здравоохранения Пензенской области три целевые научно-практические программы: «Факторы риска, профилактика остеопороза у детей и подростков», «Здравоохранение новорожденных детей Пензенской области», «Организация, охрана и поддержка грудного вскармливания».
Выступления с докладами на российских и международных конференциях (в Санта Фе, Мюнхене, Милане, Флоренции, Севилье, Киеве и др. городах), в том числе выступление с докладом «Болезни опорно-двигательного аппарата у детей» — на III Российско-американском конгрессе в Вашингтоне в 2005 году.
Занимается активным изучением проблем детской гастроэнтерологии, нефрологии, неонатологии, экологии.

## Преподавательская и общественная деятельность
За время своей работы в медицинских учебных заведениях Виллорий Иванович Струков подготовил более 80 клинических ординаторов, 60 интернов, около 6000 врачей. Под его руководством защищены 2 докторские и 18 кандидатских диссертаций.
В. И. Струков является членом Российской ассоциации педиатров; членом Диссертационного Совета Д 208.085.04 по защите кандидатских и докторских диссертаций при ГОУ ВПО Самарский государственный медицинский университет (с 1998 г.); членом ученого совета и методического совета ГОУ ДПО Пензенский институт усовершенствования врачей (с 1979 г.); членом ученого совета Медицинского института ПГУ (с 2003 г.); членом-корреспондентом Российской академии естествознания (с 2018 г.).

## Награды и почетные звания
- Государственная премия Казахстана и медаль Аль-Фараби за научные изыскания в области педиатрии по проблеме избытка витамина D у детей (1978 г.);
- Нагрудный знак «Отличник здравоохранения» (14.04.1982 г.)[16];
- Серебряная медаль Выставки достижений народного хозяйства за способ лечения дыхательной недостаточности различной степени выраженности у новорожденных детей (1984 г.);
- Медаль ордена «За заслуги перед Отечеством» II степени (07.06.1996 г.)[17];
- Орден Екатерины Великой «За служение науке и просвещению» (2018 г.);
- Почетное звание «Заслуженный деятель науки и техники» (2018 г.).

## Научные публикации
Индекс Хирша — 16. Более 500 научных работ в медицинских изданиях, 45 учебно-методических пособий (из них 28 — по актуальным проблемам педиатрии), 13 монографий, в том числе:

### Монографии
1. Струков В. И. Рациональное вскармливание детей первого года жизни : монография. — Пенза, 2007. — 111 с.
2. Струков В. И. Первичный остеопороз : монография. — Пенза : Ростра, 2008. — 132 с.
3. Струков В. И. Актуальные проблемы остеопороза : монография. — Пенза : Ростра, 2009. — 342 с.
4. Струков В. И. Гипервитаминоз D и гиперкальциемические состояния. Когда кальций опасен? : монография. — 2-е изд. — Пенза : ГБОУ ДПО ПИУВ Минздрава России, 2014. — 194 с.

### Учебные пособия и методические рекомендации
1. Струков В. И., Барлыбаева Н. А. Гипервитаминоз Д у детей. — Алма-Ата : Наука,1976. — 159 с.
2. Струков В. И. Рахит у недоношенных детей. — Серадз (Польша) : Terpol, 2000. — 29 с.
3. Струков В. И. Рахит и остеопороз. — Пенза : Изд-во ПГУ. — 2004. — 169 с.
4. Струков В. И. Известные и новые технологии в лечении и профилактике остеопороза : метод. рекомендации / Струков В. И. [и др.]. — Пенза, 2012. — 47 с.
5. Струков В. И., Долгушкина Г. В. Атопический дерматит у детей : учеб. пособие. — Пенза, 2016. — 90 с.

### Публикации в научных журналах
1. Струков В. И. Развитие остеопороза у детей с гломерулонефритом в условиях современного лечения // Педиатрия (г. Ташкент). — 1998. — № 5. — С. 69.
2. Струков В. И. и др. Развитие остеопороза у детей с гломерулонефритом в современных условиях / В. И. Струков [и др.] // Педиатрия. Журнал им. Г. Н. Сперанского. — 1998. — Т. 77. — № 5. — С. 16.
3. Струков В. И. Роль патогенетической терапии в развитии остеопороза у детей с гломерулонефритом / В. И. Струков, Г. В. Долгушкина // Нефрологические чтения (избранные вопросы клинической нефрологии детского возраста) : сб. материалов, посвященный 30-летию педиатрического факультета Самарского государственного медицинского университета. — Самара, 2000. — С. 61—64.
4. Струков В. И. Остеометрические особенности язвенной болезни двенадцатиперстной кишки у детей в зависимости от клинического течения заболевания / В. И. Струков [и др.] // Экспериментальная и клиническая гастроэнтерология. 2003. — № 1. — С. 39—41.
5. Струков В. И. Клинико-метаболические особенности рахита у детей, родившихся от матерей с остеопеническим синдромом / В. И. Струков [и др.] // Педиатрия. Журнал им. Г. Н. Сперанского. — 2004. — Т. 83. — № 5. — С. 24—26.
6. Струков В. И. Состояние костной системы у детей с язвенной болезнью двенадцатиперстной кишки / В. И. Струков [и др.] // Педиатрия. Журнал им. Г. Н. Сперанского. — 2004. — Т. 83. — № 6. — С. 14—17.
7. Галеева Р. Т. Клинико-лабораторные аспекты язвенной болезни двенадцатиперстной кишки у детей на современном этапе / Р. Т. Галеева, В. И. Струков, Е. Б. Шурыгина // Российский педиатрический журнал. — 2005. — № 6. — С. 47—49.
8. Струков В. И. Дискуссионные вопросы рахита // Педиатрия. Журнал им. Г. Н. Сперанского. — 2006. — Т. 85. — № 3. — С. 72—75.
9. Струков В. И. Краткодозовая продолжительность лечения антибиотиками проблемных инфекций у детей / В. И. Струков [и др.] // Известия высших учебных заведений. Поволжский регион. Медицинские науки. — 2008. — № 2 (6). — С. 79—83.
10. Струков В. И. Актуальные проблемы рахита у недоношенных детей и его профилактика / В. И. Струков [и др.] // Известия высших учебных заведений. Поволжский регион. Медицинские науки. — 2008. — № 2 (6). — С. 84—88.
11. Струков В. И. Актуальные проблемы профилактики и лечения часто болеющих детей / В. И. Струков [и др.] // Известия высших учебных заведений. Поволжский регион. Медицинские науки. — 2009. — № 1 (9). — С. 121—135.
12. Максимова М. Н. Влияние транзиторной недостаточности щитовидной железы на течение рахита у детей первого года жизни / М. Н. Максимова, В. И. Струков, Д. Г. Елистратов // Академический журнал Западной Сибири. — 2012. — № 6. — С. 10—11.
13. Струков В. И. Доклинические маркеры аутоиммунных нарушений щитовидной железы у детей и подростков, проживающих в зоне экологического риска / В. И. Струков [и др.] // Педиатрия. Журнал им. Г. Н. Сперанского. — 2012. — Т. 91. — № 6. — С. 148—151.
14. Струков В. И. Мировое открытие в борьбе с переломами и остеопорозом! // Поликлиника. — 2012. — № 5—1. С. 126—127.
15. Струков В. И. Цитофлавин в лечении гипоксически-ишемических поражений нервной системы у детей первого месяца жизни с транзиторным неонатальным гипотиреозом / В. И. Струков [и др.] // Известия высших учебных заведений. Поволжский регион. Медицинские науки. — 2013. — № 2 (26). — С. 94—103.
16. Курашвили Л. В. Донозологическая оценка и прогнозирование здоровья у детей / Л. В. Курашвили, А. Н. Лавров, В. И. Струков [и др.] // Известия высших учебных заведений. Поволжский регион. Медицинские науки. — 2013. — № 3 (27). — С. 142—153.
17. Струков В. И. Рахит у детей первого года жизни с транзиторной недостаточностью щитовидной железы / В. И. Струков [и др.] // Известия высших учебных заведений. Поволжский регион. Медицинские науки. — 2013. — № 3 (27). — С. 62—72.
18. Струков В. И. Способ диагностики остеопороза и определения эффективности препарата в лечении заболевания / В. И. Струков [и др.] // Фармация. — 2013. — № 8. — С. 40—43.
19. Струков В. И. Открытие в лечении пресенильного и сенильного остеопороза / В. И. Струков [и др.] // Международный журнал прикладных и фундаментальных исследований. — 2013. — № 9. — С. 122—124.
20. Струков В. И. Способ уменьшения сроков иммобилизации при переломах костей / В. И. Струков [и др.] // Международный журнал прикладных и фундаментальных исследований. — 2013. — № 9. — С. 124—126.
21. Струков В. Новый подход в лечении пресенильного и сенильного остеопороза / В. И. Струков [и др.] // Врач. — 2013. — № 10. — С. 39—41.
22. Струков В. Остеопороз: диагностика и эффективное лечение / В. И. Струков [и др.] // Врач. — 2014. — № 4. — С. 52—54.
23. Бурмистрова Л. А. Можно ли вылечить или приостановить развитие постменопаузального остеопороза? / Л. А. Бурмистрова, А. И. Кислов, В. И. Струков, О. В. Струкова-Джоунс // Лечащий врач. — 2014. — № 3. — С. 91.
24. Исмаилова О. А. Диагностика заболеваний пародонта у женщин в постменопаузальном периоде с учётом минеральной плотности костной ткани / О. А. Исмаилова, Н. В. Еремина, В. И. Струков [и др.] // Вестник Медицинского стоматологического института. — 2014. — № 1 (28). — С. 37—40.
25. Еремина Н. В. Особенности психоэмоционального состояния больных одонтогенной невралгией / Н. В. Еремина, Д. Ф. Хритинин, В. И. Струков [и др.] // Клиническая неврология. — 2014. — № 1. — С. 8—10.
26. Исмаилова О. Лечение хронического генерализованного пародонтита у женщин в постменопаузальном периоде с учётом минеральной плотности костной ткани / О. Исмаилова, Н. Еремина, В. Струков [и др.] // Врач. — 2015. — № 10. — С. 56—58.
27. Струков В. Персонифицированный подход в терапии остеопороза у пожилых / В. И. Струков [и др.] // Врач. — 2015. — № 6. — С. 51—53.
28. Струков В. Переломы костей у детей и подростков — интегральный показатель остеопороза / В. И. Струков [и др.] // Врач. — 2015. — № 1. — С. 17—20.
29. Максимова М. Н. Динамика содержания витамина d в сыворотке крови у детей с транзиторным неонатальным гипотиреозом в зависимости от способа профилактики рахита / М. Н. Максимова, В. И. Струков, Л. Г. Радченко // Российский вестник перинатологии и педиатрии. — 2015. — Т. 60. — № 4. — С. 159—160.
30. Струков В. И. Профилактика повторных переломов у детей и подростков с низкой минеральной плотностью костей / В. И. Струков [и др.] // Лечащий врач. — 2015. — № 6. — С. 77.
31. Еремина Н. В. Структура стоматологической заболеваемости слизистой оболочки полости рта у жителей города Пенза и пензенской области / Н. В. Еремина, В. И. Струков [и др.] // Вестник Медицинского стоматологического института. — 2015. — № 4 (35). — С. 24—29.
32. Галеева Р. Т. Комплексная оценка состояния здоровья детей, поступающих в 1-й класс многопрофильной гимназии / Р. Т. Галеева, В. И. Струков [и др.] // Педиатрия. Журнал им. Г. Н. Сперанского. — 2015. — Т. 94. — № 5. — С. 161—164.
33. Галеева Р. Т. Синдром Рейе у ребенка в возрасте 1 года 1 мес. / Р. Т. Галеева, В. И. Струков [и др.] // Педиатрия. Журнал им. Г. Н. Сперанского. — 2015. — Т. 94. — № 5. — С. 173—176.
34. Струков В. Пензенские препараты для борьбы с остеопорозом признали на всемирном конгрессе. А что у нас? // Поликлиника. — 2015. — № 5 (1). — С. 46—47.
35. Струков В. И. Эффективность препарата цитофлавин в лечении гипоксически-ишемических поражений нервной системы у детей первого месяца жизни с транзиторным неонатальным гипотиреозом / В. И. Струков [и др.] // Журнал неврологии и психиатрии им. C. C. Корсакова. — 2015. — Т. 115. — № 10. — С. 17—20.
36. Струков В. И. Минеральная плотность костей у студентов г. Пензы / В. И. Струков, Ю. В. Сычева // Актуальные проблемы медицинской науки и образования (АПМНО-2015) : сб. ст. V Междунар. науч. конф. / под ред. А. Н. Митрошина, С. М. Геращенко. — Пенза, 2015. — С. 113—114.
37. Астафьева А. Н. Деринат в комплексной терапии пиелонефрита у детей, сочетанного с лор-патологией / А. Н. Астафьева, В. И. Струков [и др.] // Медицина в XXI веке: тенденции и перспективы : материалы IV Междунар. науч. интернет-конф. — Казань, 2015. — С. 13—15.
38. Исмаилова О. А. Связь воспалительных заболеваний пародонта с постменопаузальным остеопорозом / О. А. Исмаилова, Н. В. Еремина, В. И. Струков [и др.] // Актуальные проблемы медицинской науки и образования (АПМНО-2015) : сб. ст. V Междунар. науч. конф. / под ред. А. Н. Митрошина, С. М. Геращенко. — Пенза, 2015. — С. 340—342.
39. Струков В. И. Остеопороз — способ диагностики и определения эффективности лечения / В. И. Струков [и др.] // Вопросы безопасности России и постсоветского пространства: история и современность : сб. ст. междунар. науч.-практ. конф. / Пензенский гос. ун-т архитектуры и строительства; Общество изучения истории отечественных спецслужб; Межотраслевой науч.-информац. центр. — Пенза : РИО ПГСХА, 2015. — С. 93—100.
40. Исмаилова О. А. Рентгенологические особенности хронического генерализованного пародонтита у женщин в постменопаузальный период / О. А. Исмаилова, Н. В. Еремина, В. И. Струков [и др.] // Актуальные вопросы хирургии : материалы Всерос. науч.-практ. конф. с междунар. участием, посвященной 85-летию НУЗ "Отделенческая клиническая больница на станции Пенза ОАО «РЖД» / НУЗ "Отделенческая клиническая больница на ст. Пенза ОАО «РЖД»; ГБОУ ДПО «Пензенский институт усовершенствования врачей» Минздрава России. — Пенза, 2015. — С. 179—182.
41. Черток Н. Реоэнцефалографические показатели в постиммобилизационном периоде у женщин в постменопаузе с переломом лучевой кости / Н. Черток, Н. Мамылина, В. Струков и др. // Врач. — 2016. — № 4. — С. 63—68.
42. Максимова М. Н. Персонифицированный подход к профилактике рахита у детей первого года жизни с транзиторным неонатальным гипотиреозом / М. Н. Максимова, В. И. Струков, Л. Г. Радченко // Российский вестник перинатологии и педиатрии. — 2016. — Т. 61. — № 4. — С. 164.
43. Струков В. И. Импортозамещающий препарат для лечения остеопороза у детей с повторными переломами костей (на примере города Пензы) / В. И. Струков [и др.] // Вестник Пензенского государственного университета. — 2016. — № 4 (16). — С. 43—47.
44. Еремина Н. В. Клинические и рентгенологические особенности хронического генерализованного пародонтита у женщин в период менопаузы с учётом минеральной плотности костной ткани / Н. В. Еремина, О. А. Исмаилова, В. И. Струков [и др.] // Саратовский научно-медицинский журнал. — 2016. — Т. 12. — № 4. — С. 586—588.
45. Максимова М. Н. Динамика содержания витамина d, паратгормона, кальцитонина в сыворотке крови в зависимости от способа профилактики рахита у детей с транзиторным неонатальным гипотиреозом / М. Н. Максимова, В. И. Струков, Л. Г. Радченко // Актуальные вопросы диагностики, лечения и реабилитации больных : материалы XVIII Межрег. науч.-практ. конф. ГБОУ ДПО «Пензенский институт усовершенствования врачей» Минздрава России. — Пенза : Изд-во ПГУ, 2016. — С. 184—186.
46. Максимова М. Н. Клинический случай врожденного пилоростеноза с ранним проявлением заболевания / М. Н. Максимова, В. И. Струков [и др.] // Актуальные вопросы диагностики, лечения и реабилитации больных : материалы XVIII Межрег. науч.-практ. конф. ГБОУ ДПО «Пензенский институт усовершенствования врачей» Минздрава России. — Пенза : Изд-во ПГУ, 2016. — С. 186—187.
47. Радченко Л. Г. Мальтофер в комплексной терапии анемического синдрома у недоношенных детей / Л. Г. Радченко, В. И. Струков и др. // Актуальные вопросы диагностики, лечения и реабилитации больных : материалы XVIII Межрег. науч.-практ. конф. ГБОУ ДПО «Пензенский институт усовершенствования врачей» Минздрава России. — Пенза : Изд-во ПГУ, 2016. — С. 224—226.
48. Радченко Л. Г. Особенности течения рахита у недоношенных детей первого года жизни / Л. Г. Радченко, В. И. Струков [и др.] // Актуальные вопросы диагностики, лечения и реабилитации больных : материалы XVIII Межрег. науч.-практ. конф. ГБОУ ДПО «Пензенский институт усовершенствования врачей» Минздрава России. — Пенза : Изд-во ПГУ, 2016. — С. 226—228.
49. Струков В. И. Актуальные проблемы диагностики и лечения остеопороза / В. И. Струков [и др.] // Актуальные вопросы диагностики, лечения и реабилитации больных : материалы XVIII Межрег. науч.-практ. конф. ГБОУ ДПО «Пензенский институт усовершенствования врачей» Минздрава России. — Пенза : Изд-во ПГУ, 2016. — С. 259—261.
50. Астафьева А. Н. Использование энтеросгеля в комплексной терапии инфекций мочевой системы у детей / А. Н. Астафьева, В. И. Струков [и др.] // Актуальные вопросы диагностики, лечения и реабилитации больных : материалы XVIII Межрег. науч.-практ. конф. ГБОУ ДПО «Пензенский институт усовершенствования врачей» Минздрава России. — Пенза : Изд-во ПГУ, 2016. — С. 40—41.
51. Джоунс О. Коморбидный остеопороз: проблемы и новые возможности терапии (Ч. 2) / О. Джоунс, В. Струков [и др.] // Врач. — 2017. — № 11. — С. 25—28.
52. Джоунс О. Коморбидный остеопороз: проблемы и новые возможности диагностики (Ч. 1) / О. Джоунс, В. Струков [и др.] // Врач. — 2017. — № 10. — С. 23—26.
53. Максимова М. Н. Обеспеченность витамином D детей первых месяцев жизни с риском раннего закрытия большого родничка / М. Н. Максимова, В. И. Струков, Л. Г. Радченко // Российский вестник перинатологии и педиатрии. — 2017. — Т. 62. — № 4. — С. 151.
54. Струков В. И. Профилактика и лечение повторных переломов у детей / В. И. Струков [и др.] // Российский вестник перинатологии и педиатрии. — 2017. — Т. 62. — № 4. — С. 238—239.
55. Долгушкина Г. В. Факторы риска развития сахарного диабета I типа у детей дошкольного возраста / Г. В. Долгушкина, К. С. Фелеева, В. И. Струков [и др.] // Актуальные вопросы диагностики, лечения и реабилитации больных : материалы XIX юбилейной межрег. науч.-практ. конф., посвященной 40-летию ПИУВ — филиала ФГБОУ ДПО РМАНПО Минздрава России. — Пенза : Изд-во ПГУ, 2017. — С. 114—116.
56. Прокофьев И. А. Ранние причины необоснованного перевода детей на искусственное вскармливание / И. А. Прокофьев, В. И. Струков [и др.] // Новые медицинские технологии в охране здоровья здоровых, в диагностике, лечении и реабилитации больных : сб. науч. работ XII науч.-практ. конф. c междунар. участием / под ред. В. И. Струкова. — Пенза, 2017. — С. 135—146.
57. Астафьева А. Н. Этиологическая структура инфекции мочевой системы у детей на современном этапе / А. Н. Астафьева, В. И. Струков [и др.] // Актуальные вопросы диагностики, лечения и реабилитации больных : материалы XIX юбилейной межрег. науч.-практ. конф., посвященной 40-летию ПИУВ — филиала ФГБОУ ДПО РМАНПО Минздрава России. — Пенза, 2017. — С. 15—16.
58. Максимова М. Н. Психомоторное развитие доношенных детей первого года жизни на фоне рахита и транзиторной недостаточности щитовидной железы / М. Н. Максимова, В. И. Струков [и др.] // Новые медицинские технологии в охране здоровья здоровых, в диагностике, лечении и реабилитации больных : сб. науч. работ XII науч.-практ. конф. c междунар. участием / под ред. В. И. Струкова. — Пенза, 2017. — С. 156—165.
59. Бойков И. В. Методы идентификации тяжести заболевания остеопорозом / И. В. Бойков, В. И. Струков, Д. В. Крюкова // Математическое и компьютерное моделирование естественно-научных и социальных проблем : материалы XI Междунар. науч.-техн. конф. молодых специалистов, аспирантов и студентов. — 2017. — С. 210—216.
60. Максимова М. Н. Редкий случай болезни Вольмана с летальным исходом у ребёнка 3-х месяцев / М. Н. Максимова, В. И. Струков [и др.] // Актуальные вопросы диагностики, лечения и реабилитации больных : материалы XIX юбилейной межрег. науч.-практ. конф., посвященной 40-летию ПИУВ — филиала ФГБОУ ДПО РМАНПО Минздрава России. — 2017. — С. 278—281.
61. Струков В. И. Проблемы диагностики и терапии коморбидного остеопороза / В. И. Струков [и др.] // Актуальные вопросы диагностики, лечения и реабилитации больных : материалы XIX юбилейной межрег. науч.-практ. конф., посвященной 40-летию ПИУВ — филиала ФГБОУ ДПО РМАНПО Минздрава России. — 2017. — С. 427—432.
62. Михно Л. Использование фармакологических средств для сохранения, восстановления и повышения работоспособности юных хоккеистов / Л. Михно, И. Левшин, Струков В. [и др.] // Врач. — 2018. — Т. 29. — № 9. — С. 67—71.
63. Лавров А. Доклиническая оценка функции щитовидной железы у детей и подростков по гормональному и иммунному статусу / А. Лавров, Л. Курашвили, В. Струков [и др.] // Врач. — 2018. — Т. 29. — № 8. — С. 53—58.
64. Петрова Е. Патогенетические связи эректильной дисфункции и тревожно-депрессивных расстройств при артериальной гипертензии / Е. Петрова, А. Шутов, В. Струков // Врач. — 2018. — Т. 29. — № 7. — С. 72—78.
65. Струков В. Остеопороз в гериатрической практике / В. И. Струков [и др.] // Врач. — 2018. — Т. 29. — № 6. — С. 26—30.
66. Максимова М. Н. Коррекция гиповитаминоза d у детей первых месяцев жизни с транзиторным неонатальным гипотиреозом / М. Н. Максимова, В. И. Струков, Л. Г. Радченко // Российский вестник перинатологии и педиатрии. — 2018. — Т. 63. — № 4. — С. 184—185.
67. Струков В. Применение управляемой общей гипотермии при асфиксии у новорожденного / В. И. Струков [и др.] // Врач. — 2019. — Т. 30. — № 1. — С. 50—51.
68. Животощук В. Как повысить эффективность лечения деформирующего остеоартроза пальцев кистей и стоп у пожилых пациентов / В. Животощук, В. Струков, А. Ковалев // Врач. — 2014. — № 10. — С. 49—50.
69. Струков В. Возможен ли солнцеиндуцированный гипервитаминоз D? / В. Струков, Е. Егорова // Врач. — 2014. — № 7. — С. 81—82.
70. Струков В. Остеопороз — проблема пожилых: смириться или лечиться? Архивная копия от 27 декабря 2019 на Wayback Machine / В. И. Струков [и др.] // Врач. — 2014. — № 6. — С. 30—32.

### Список патентов и свидетельств на изобретения д. м. н., профессора В. И. Струкова
1. Препарат и способ для лечения дефицита андрогенов у женщин, содержащий энтомологические протеины : пат. 2577225 Рос. Федерация / Струков В. И. и др. Опубл. 10.03.16, Бюл. № 7.
2. Способ и препарат для лечения артритов и артрозов : пат. 2549461 Рос. Федерация / Струков В. И. и др. Опубл. 27.04.15, Бюл. № 12.
3. Способ и препарат для ускорения консолидации переломов костей : пат. 2548776 Рос. Федерация / Струков В. И. и др. Опубл. 20.04.15, Бюл. № 11.
4. Способ и препарат для ускорения консолидации переломов костей : пат. 028586 Евразия / Струков В. И. и др. Опубл. Евразийской 29.12.17 патентной организацией.
5. Применение адсорбированного гомогената трутневого расплода и витаминов группы D и / или их активных метаболитов для профилактики и лечения острых респираторных заболеваний и гриппа : пат. 2564111 Рос Федерация / Струков В. И. и др. Опубл. 27.09.15, Бюл. № 27.
6. Способ диагностики остеопороза методом определения динамики закрытия полостных образований для оценки эффективности применения различных остеопротекторов : пат. 2511430 Рос Федерация / Струков В. И. и др. Опубл. 10.04.14, Бюл. № 10.
7. Способ и препарат для профилактики и лечения атипичного остеопороза с нормальной или повышенной минерализацией костной ткани с наличием полостных образований в трабекулярных отделах костей (и ему близких состояниях при избыточной массе и метаболическом синдроме) (Preparation for use in the prophylaxis and treatment of atypical osteoporosis) : пат. 2845598 Европа (страны: Бельгия, Чехия, Дания, Финляндия, Франция, Ирландия, Литва, Нидерланды, Польша, Румыния, Испания, Швеция, Швейцария, Великобритания, Германия) / Струков В. И. и др. Опубл. 04.05.17 Европейским патентным ведомством, Бюл. 2017/01.
8. Применение трутневого расплода с соединениями кальция для излечения от артритов и артрозов : пат. 2585111 Рос. Федерация / Струков В. И. и др. Опубл. 27.05.2016, Бюл. № 15.
9. Препарат и способ для лечения дефицита андрогенов у женщин, содержащий энтомологические протеины : пат. 031142 Евразия / Струков В. И. и др. Опубл. 30.11.18 Евразийской патентной организацией.
10. Способ лечения остеоартроза : пат. 2593018 Рос. Федерация / Кислов А. И., Митрошин А. Н., Струков В. И. и др. Опубл. 27.07.16, Бюл. № 21.
11. Способ профилактики и лечения остеопороза и переломов костей и препарат для профилактики и лечения остеопороза и переломов костей : пат 2498811 Рос. Федерация / Струков В. И. и др. Опубл. 20.11.13, Бюл. № 32.
12. Препарат и способ профилактики и лечения остеопороза и переломов костей : пат. 026534 Евразия / Струков В. И. и др. . Опубл. 28.04.17 Евразийской патентной организацией.
13. Композиция и способ для улучшения мобилизационных резервов организма : пат. 2536447 Рос. Федерация / Струков В. И. и др. Опубл. 27.12.14, Бюл. № 36.
14. Композиция и способ для улучшения мобилизационных резервов организма : пат. 027191 Евразия / Струков В. И. и др. Опубл. 30.06.17 Евразийской патентной организацией.
15. Применение адсорбированного гомогената трутневого расплода и витаминов группы D и / или их активных метаболитов для профилактики и лечения острых респираторных заболеваний и гриппа : пат. 14902562 США / Струков В. И. и др. Опубл. 19.05.16 на патентной Базе Patentoscope.
16. Применение адсорбированного гомогената трутневого расплода и витаминов группы D и / или их активных метаболитов для профилактики и лечения острых респираторных заболеваний и гриппа : пат. 028540 Евразия. Опубл. 30.11.17 Евразийской патентной организацией.
17. Способ и препарат для профилактики и лечения атипичного остеопороза с нормальной или повышенной минерализацией костной ткани с наличием полостных образований в трабекулярных отделах костей (и ему близких состояниях при избыточной массе и метаболическом синдроме) : пат. 2497533 Рос. Федерация / Струков В. И. и др. Опубл. 10.11.13, Бюл. № 31.
18. Применение трутневого расплода с соединениями кальция для ускорения консолидации переломов костей : пат. 2589263 Рос. Федерация / Струков В. И. и др. Опубл. 10.07.16, Бюл. № 19.
19. Способ заполнения полостных образований в метафизарных (трабекулярных) участках костей кальцием и предотвращения выведения из них кальция : пат. 2466732 Рос. Федерация / Струков В. И. и др. Опубл. 20.11.12, Бюл. № 32.
20. Способ заполнения полостных образований в метафизарных (трабекулярных) участках костей кальцием и предотвращения выведения из них кальция : пат. 358040 Мексика / Струков В. И. и др. Опубл. 14.07.14 на Базе патентов Patentoscope
21. Способ заполнения полостных образований в метафизарных (трабекулярных) участках костей кальцием и предотвращения выведения из них кальция : пат. IDP000051851 Индонезия / Струков В. И. и др.
22. Способ заполнения полостных образований в метафизарных (трабекулярных) участках костей кальцием и предотвращения выведения из них кальция : пат. 024641 / Струков В. И. и др. Опубл. 31.10.16 Евразийской патентной организацией.
23. Способ прогнозирования риска развития рахита у детей первых месяцев жизни с функциональной недостаточностью щитовидной железы : пат. 2560847 Рос. Федерация / Максимова М. Н., Струков В. И. и др. Опубл. 20.08.2015, Бюл. № 23.
24. Применение адсорбированного гомогената трутневого расплода и витаминов группы d и/или их активных метаболитов для профилактики и лечения острых респираторных заболеваний и гриппа : пат. 602014049187,1 Германия / Струков В. И. и др. Опубл. ведомством Deutsches.
25. Способ заполнения полостных образований в метафизарных (трабекулярных) участках костей кальцием и предотвращения выведения из них кальция (Method for filling bone cavity formacions with calcium) : пат. 619215 Новая Зеландия / Струков В. И. и др.
26. Препарат та спосіб для профілактиктики i ликуванi остеопорозу та переломив кисток : пат. 111280 Украина / / Струков В. И. и др. Опубл. 11.04.2016, Бюл. № 7
27. Способ профилактики и лечения остеопороза и переломов костей и препарат для профилактики и лечения остеопороза и переломов костей : пат. 2012377478 Австралия / Струков В. И. и др. Опубл. 24.10.13
28. Композиция и способ для улучшения мобилизационных резервов организма : пат. 114965 Украина / Струков В. И. и др. Опубл. 28.08.2017, Бюл. № 16.
29. Применение адсорбированного гомогената трутневого расплода и витаминов группы D и / или их активных метаболитов для профилактики и лечения острых респираторных заболеваний и гриппа : пат. 2017081 Канада / Струков В. И. и др. Опубл. 15.01.19
30. Применение адсорбированного гомогената трутневого расплода и витаминов группы D и / или их активных метаболитов для профилактики и лечения острых респираторных заболеваний и гриппа : пат. 105451749 Китай / Струков В. И. и др.
31. Применение адсорбированного гомогената трутневого расплода и витаминов группы D и / или их активных метаболитов для профилактики и лечения острых респираторных заболеваний и гриппа : пат. 3017820 Европа / Струков В. И. и др. Опубл. 11.05.16.
32. Способ заполнения полостных образований в метафизарных (трабекулярных) участках костей кальцием и предотвращения выведения из них кальция : пат. 2013/1826 Египет / Струков В. И. и др.
33. Способ заполнения полостных образований в метафизарных (трабекулярных) участках костей кальцием и предотвращения выведения из них кальция : пат. 107638 Украина / Струков В. И. и др. Опубл. 26.01.15, Бюл. № 2.
34. Способ заполнения полостных образований в метафизарных (трабекулярных) участках костей кальцием и предотвращения выведения из них кальция : пат. 5917687 Япония / Струков В. И. и др.
35. Способ заполнения кальцием костных полостных образований (Method for fillingbone cavit formations with calcium) : пат. 6404244 Япония / Струков В. И. и др.
36. Способ и препарат для профилактики и лечения атипичного остеопороза с нормальной или повышенной минерализацией костной ткани с наличием полостных образований в трабекулярных отделах костей (и ему близких состояниях при избыточной массе и метаболическом синдроме) : пат. 2845598 Европа (страны: Бельгия, Чехия, Дания, Финляндия, Франция, Ирландия, Литва, Нидерланды, Польша, Румыния, Испания, Швеция, Швейцария, Великобритания, Германия) / Струков В. И. и др. Опубл. 04.01.17, Бюл. 2017/01.